# Vicariato apostólico de Tracia

Mapa del valiato de Edirne

El vicariato apostólico de Tracia (en latín: Vicariatus Apostolicus Thraciae Bulgarorum y en búlgaro: Тракийски български апостолически викариат) fue una sede episcopal suprimida de la Iglesia católica bizantina búlgara en el Imperio otomano.
Su territorio incluía el valiato de Edirne, Rumelia Oriental y el Principado autónomo de Bulgaria y, tras su unificación en 1908, el Reino de Bulgaria. La sede del ordinario estaba en la iglesia de Santo Patriarca Elías en Adrianópolis (hoy Edirne).

## Historia
Búlgaros greco-ortodoxos se habían adherido al catolicismo desde 1860, con una profesión de fe alabada y aprobada por el papa Pío IX, que había instituido un obispo en Constantinopla, Josif Sokolski, como administrador apostólico de los búlgaros uniatos que vivían en la parte europea del Imperio otomano. En 1863 los padres resurreccionistas abrieron una escuela primaria en Edirne, que con el tiempo se desarrolló y en 1882 se convirtió en una escuela secundaria completa: la Escuela secundaria católica búlgara. Con el tiempo, los asuncionistas adquirieron otros edificios e instituciones en Edirne: dos iglesias, un hospital, tres escuelas y un seminario. Aunque las perspectivas eran inicialmente brillantes, después del establecimiento del exarcado ortodoxo búlgaro independiente en 1870 muchos católicos búlgaros regresaron al seno de la ortodoxia, empobreciendo así a la incipiente Iglesia católica búlgara.
Después de 1879 la gestión de las comunidades católicas búlgaras dispersas en el Estado búlgaro recién creado, en la región de Rumelia Oriental, en Macedonia, en Tracia y en la capital del Imperio otomano, Constantinopla, se volvió bastante difícil. En este sentido, en los años 80 del siglo XIX la Santa Sede decidió reorganizar la estructura de la Iglesia católica búlgara, lo que condujo a la creación de los vicariatos apostólicos de Constantinopla, Macedonia y Tracia. 
El 7 de abril de 1883 la Congregación de Propaganda Fide erigió el vicariato apostólico de Tracia, que tenía jurisdicción sobre los fieles greco-católicos búlgaros que vivían en la parte oriental del Imperio otomano europeo y en Bulgaria (Plovdiv y Sliven). Como primer vicario apostólico fue elegido un sacerdote búlgaro de 32 años, Michael Petkoff, ordenado obispo el 22 de abril de 1883 por el arzobispo Neil Izvorov como obispo titular de Hebrón. También era responsable de los católicos laicos dentro del Principado autónomo de Bulgaria.

### Antes de las guerras de los Balcanes
A finales del siglo XIX y principios del XX, en el vicariato apostólico de Tracia, los uniatos búlgaros se concentraron en Edirne, Malko Tarnovo y otros pequeños asentamientos. En total, la diócesis contaba con 12 parroquias y 31 sacerdotes, de los cuales 6 eran asuncionistas y 5 resurreccionistas de rito oriental. La ciudad de Edirne tenía 4 parroquias uniatas con templos propios: Santo Profeta Elías (catedral), San Dimitar, Santos Cirilo y Metodio, y  San Pedro y San Pablo. Los resurreccionistas tenían una escuela secundaria en Edirne, mientras que los asuncionistas tenían en la ciudad su propio colegio y un seminario. Desde 1881 en Edirne hubo un liceo pedagógico de niñas María de Lourdes, mantenido por la Sociedad de Hermanas de la Caridad de San Vicente de Paula. También había dos escuelas primarias: Santa Elena, para niñas, y otra para niños dirigida por los resurreccionistas.
En 1889 el vicariato apostólico contaba con 13 sacerdotes autóctonos, 7 resurreccionistas y 7 asuncionistas, órdenes monásticas presentes en Edirne desde 1862 y 1863, respectivamente. Los fieles eran 2900 distribuidos en 17 estaciones y 15 iglesias o capillas. El vicariato también incluía un seminario para la formación de sacerdotes y 2 monasterios, uno para hombres y otro para mujeres, con un total de 45 religiosos búlgaros.
En 1905 en el vicariato apostólico había 4600 fieles en 12 iglesias y 8 capillas. Tenía 19 sacerdotes locales con 16 sacerdotes asuncionistas y 10 sacerdotes resurreccionistas.

### Durante las guerras
Los trastornos provocados por las guerras de los Balcanes de 1912 y 1913, la Primera Guerra Mundial y la guerra greco-turca (1919-1922) cambiaron sustancialmente la demografía de la región, provocando la huida de muchos católicos, que se refugiaron en Bulgaria. Como resultado de la primera guerra de los Balcanes 3500 uniatos se trasladaron de las tierras tracias a Bulgaria, y el obispo Petkov también transfirió su administración a Bulgaria. La situación empeoró durante la guerra Interaliada, cuando las tropas griegas y serbias conquistaron Macedonia. Las parroquias católicas búlgaras de Macedonia, en las afueras de Tesalónica quedaron cerradas. El 29 de abril de 1914 el arzobispo Miguel Mirov de la arquidiócesis de Constantinopla pidió al obispo Petkov que tomara bajo su jurisdicción 11 parroquias con 13 sacerdotes y 3000 refugiados de Macedonia que se habían refugiado en Bulgaria, en donde la situación se ha vuelto aún más inmanejable. El obispo Petkov buscó la ayuda de los obispos de las diócesis de Nikopol y Sofía-Plovdiv para ayudarlo en la búsqueda de los sacerdotes reubicados. 
El 17 de febrero de 1915, el obispo Petkov se trasladó a Plovdiv y, tras la Primera Guerra Mundial, regresó a Edirne, donde murió el 27 de mayo de 1921.

### Después de la Primera Guerra Mundial
El obispo Isaiah Papadopoulos,que era representante de la Congregación para las Iglesias Orientales en Bulgaria, visitó Bulgaria dos veces en 1921. Cuando llegó por primera vez en el verano, delegó el gobierno de los uniatos de Bulgaria a Christopher Kondov. A fines de 1923, la salud de Kondov se deterioró y el 6 de enero de 1924 pidió a la Congregación para las Iglesias Orientales que lo despidiera. El 11 de abril de 1924, archimandrita Kondov murió y Josaphat Kozarov fue nombrado administrador apostólico.
El 19 de marzo de 1925 el papa Pío IX nombró al arzobispo Angelo Roncalli como delegado apostólico en Bulgaria. Roncali llegó a Bulgaria el 25 de abril e inmediatamente comenzó a trabajar en la reorganización de la Iglesia católica oriental. Hizo un recorrido por las parroquias, organizó discusiones con el clero, se reunió con el zar Boris III el 30 de abril y regresó al Vaticano el 28 de agosto. 
El 3 de noviembre de 1925 murió el archimandrita Kozarov. Unos días después, Roncali nombró a Stefan Kurteff como administrador diocesano y continuó trabajando en un proyecto para reorganizar la Iglesia uniata búlgara. El 25 de junio de 1926 se estableció el exarcado apostólico en Sofía (hoy eparquía de San Juan XXIII de Sofía), que cubría el territorio del estado búlgaro, y los creyentes de la región de Tracia pasaron bajo la jurisdicción del exarcado apostólico de la Iglesia greco-católica en la parte europea de Turquía. Con esto dejó de existir el vicariato apostólico tracio búlgaro.

## Episcopologio
- Miguel Petkoff † (7 de abril de 1883-27 de mayo de 1921 falleció)
  - Archimandrita Cristóforo Kondoff † (25 de junio de 1921-20 de febrero de 1924 falleció) (administrador apostólico)
  - Archimandrita Josafat Kozarov (20 de febrero de 1924-11 de abril de 1924) (administrador apostólico sede plena)
  - Archimandrita Jozafat Kozarov (11 de abril de 1924-3 de noviembre de 1925 (administrador apostólico)
  - Stefan Kurteff (noviembre de 1925-julio de 1926 (administrador apostólico temporal)